# Ramforrincoïdeus
Els ramforrincoïdeus (Rhamphorhynchoidea) són un subordre de pterosaures. Se'ls crida pterosaures de cua llarga, en contraposició als membres de l'altre subordre, els pterodactiloïdeus (pterosaures de cua curta). Els ramforincoïdeus foren els primers pterosaures a aparèixer, en el Triàsic superior. A diferència del seu descendents, els pterodactiloïdeus, la majoria tenien dents i llargues cues, i moltes espècies mancaven de crestes òssies en el crani; no obstant això, bastants tenien crestes toves de queratina. En general eren de petita grandària i van desaparèixer a la fi de Juràssic.

## Taxonomia
Llista de gèneres famílies i superfamilies del subordre Rhamphorhynchoidea
- Ordre Pterosauria
  - Subordre Rhamphorhynchoidea *
    - Preondactylus
    - Família Dimorphodontidae
    - Família Anurognathidae
    - Superfamília Campylognathoidea
      - Família Campylognathoididae
        - Gènere Eudimorphodon

    - Família Rhamphorhynchidae
      - Subfamília Rhamphorhynchinae
      - Subfamília Scaphognathinae

- Gèneres de ramforincoïdeus de posició incerta (incertae sedis) 
  - Comodactylus
  - Laopteryx
  - Odontorhynchus
  - Parapsicephalus
  - Rhamphinion

## Filogènesi
Cladograma segons Unwin (2003) i Lü i Ji (2006). Com pot apreciar-se, segons la sistemàtica filogenètica, els ramforincoïdeus inclouen tots els pterosaure basals (primitius), sense cap apomorfia que els reuneixi, sent per tant un grup parafilètic.
|                | Campylognathoididae                                                    |
|                |                                                                        |
| Breviquartossa | \| \| Rhamphorhynchidae \| \| \| \| \| \| Pterodactyloidea \| \| \| \| |
|                | \| \| Rhamphorhynchidae \| \| \| \| \| \| Pterodactyloidea \| \| \| \| |
|                | Rhamphorhynchidae                                                      |
|                |                                                                        |
|                | Pterodactyloidea                                                       |
|                |                                                                        |

|  | Rhamphorhynchidae |
|  |                   |
|  | Pterodactyloidea  |
|  |                   |

|                | Campylognathoididae                                                    |
|                |                                                                        |
| Breviquartossa | \| \| Rhamphorhynchidae \| \| \| \| \| \| Pterodactyloidea \| \| \| \| |
|                | \| \| Rhamphorhynchidae \| \| \| \| \| \| Pterodactyloidea \| \| \| \| |
|                | Rhamphorhynchidae                                                      |
|                |                                                                        |
|                | Pterodactyloidea                                                       |
|                |                                                                        |

|  | Rhamphorhynchidae |
|  |                   |
|  | Pterodactyloidea  |
|  |                   |

|                | Campylognathoididae                                                    |
|                |                                                                        |
| Breviquartossa | \| \| Rhamphorhynchidae \| \| \| \| \| \| Pterodactyloidea \| \| \| \| |
|                | \| \| Rhamphorhynchidae \| \| \| \| \| \| Pterodactyloidea \| \| \| \| |
|                | Rhamphorhynchidae                                                      |
|                |                                                                        |
|                | Pterodactyloidea                                                       |
|                |                                                                        |

|  | Rhamphorhynchidae |
|  |                   |
|  | Pterodactyloidea  |
|  |                   |

|                | Campylognathoididae                                                    |
|                |                                                                        |
| Breviquartossa | \| \| Rhamphorhynchidae \| \| \| \| \| \| Pterodactyloidea \| \| \| \| |
|                | \| \| Rhamphorhynchidae \| \| \| \| \| \| Pterodactyloidea \| \| \| \| |
|                | Rhamphorhynchidae                                                      |
|                |                                                                        |
|                | Pterodactyloidea                                                       |
|                |                                                                        |

|  | Rhamphorhynchidae |
|  |                   |
|  | Pterodactyloidea  |
|  |                   |

|                | Campylognathoididae                                                    |
|                |                                                                        |
| Breviquartossa | \| \| Rhamphorhynchidae \| \| \| \| \| \| Pterodactyloidea \| \| \| \| |
|                | \| \| Rhamphorhynchidae \| \| \| \| \| \| Pterodactyloidea \| \| \| \| |
|                | Rhamphorhynchidae                                                      |
|                |                                                                        |
|                | Pterodactyloidea                                                       |
|                |                                                                        |

|  | Rhamphorhynchidae |
|  |                   |
|  | Pterodactyloidea  |
|  |                   |

|                | Campylognathoididae                                                    |
|                |                                                                        |
| Breviquartossa | \| \| Rhamphorhynchidae \| \| \| \| \| \| Pterodactyloidea \| \| \| \| |
|                | \| \| Rhamphorhynchidae \| \| \| \| \| \| Pterodactyloidea \| \| \| \| |
|                | Rhamphorhynchidae                                                      |
|                |                                                                        |
|                | Pterodactyloidea                                                       |
|                |                                                                        |

|  | Rhamphorhynchidae |
|  |                   |
|  | Pterodactyloidea  |
|  |                   |

|                | Campylognathoididae                                                    |
|                |                                                                        |
| Breviquartossa | \| \| Rhamphorhynchidae \| \| \| \| \| \| Pterodactyloidea \| \| \| \| |
|                | \| \| Rhamphorhynchidae \| \| \| \| \| \| Pterodactyloidea \| \| \| \| |
|                | Rhamphorhynchidae                                                      |
|                |                                                                        |
|                | Pterodactyloidea                                                       |
|                |                                                                        |

|  | Rhamphorhynchidae |
|  |                   |
|  | Pterodactyloidea  |
|  |                   |

|                | Campylognathoididae                                                    |
|                |                                                                        |
| Breviquartossa | \| \| Rhamphorhynchidae \| \| \| \| \| \| Pterodactyloidea \| \| \| \| |
|                | \| \| Rhamphorhynchidae \| \| \| \| \| \| Pterodactyloidea \| \| \| \| |
|                | Rhamphorhynchidae                                                      |
|                |                                                                        |
|                | Pterodactyloidea                                                       |
|                |                                                                        |

|  | Rhamphorhynchidae |
|  |                   |
|  | Pterodactyloidea  |
|  |                   |

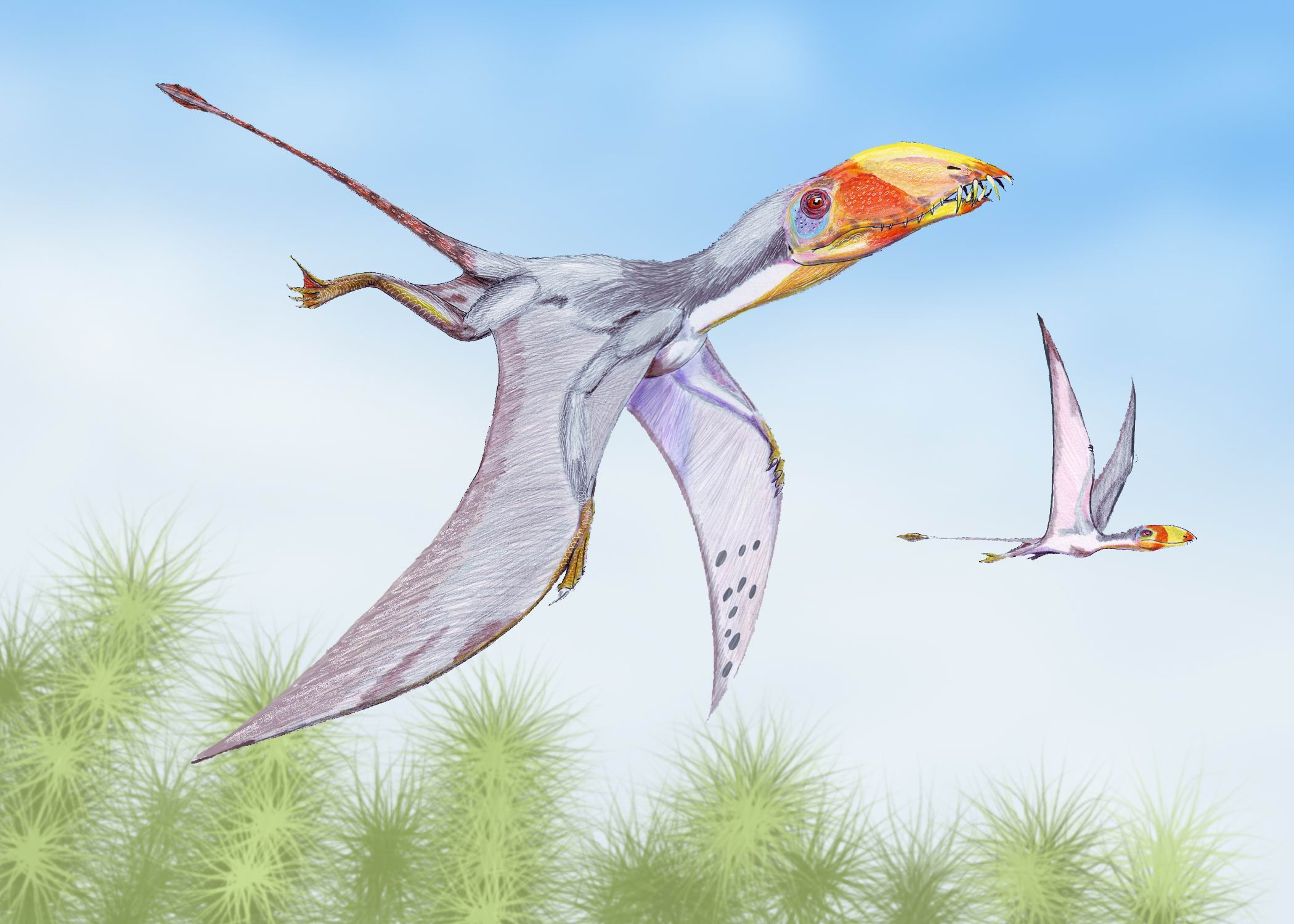
Dimorphodon
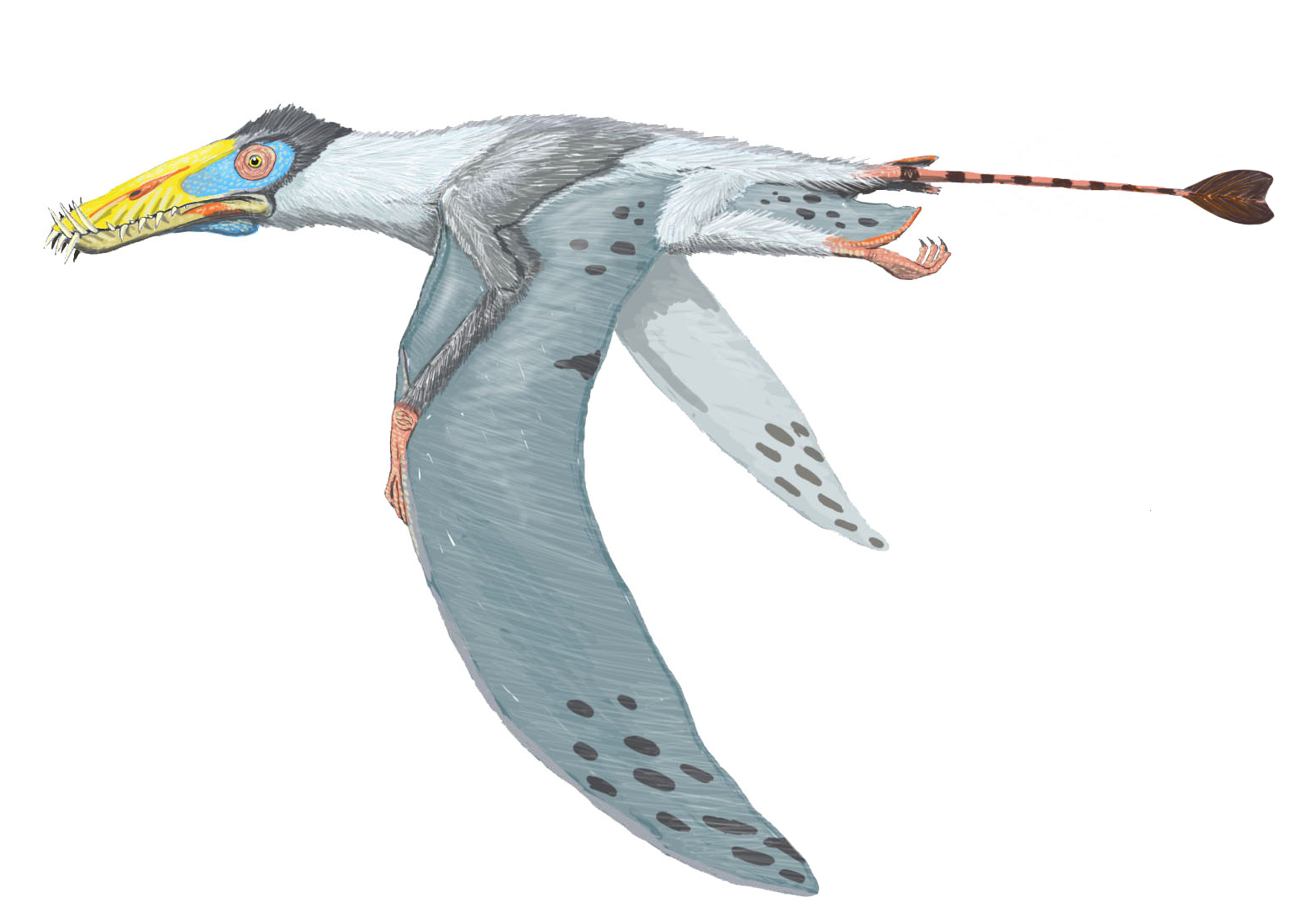
Dorygnathus
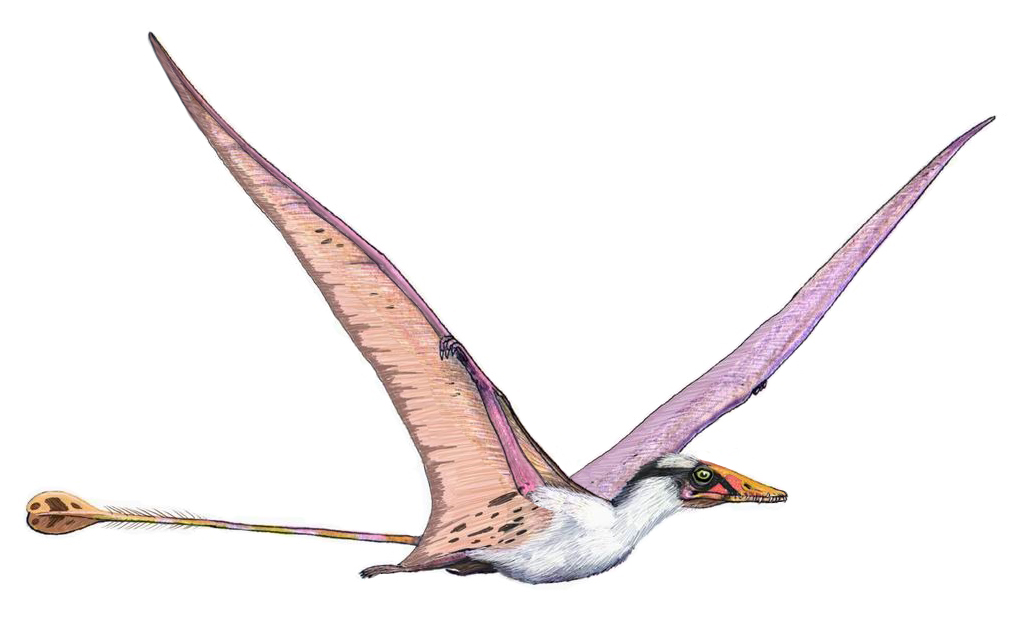
Campylognathoides
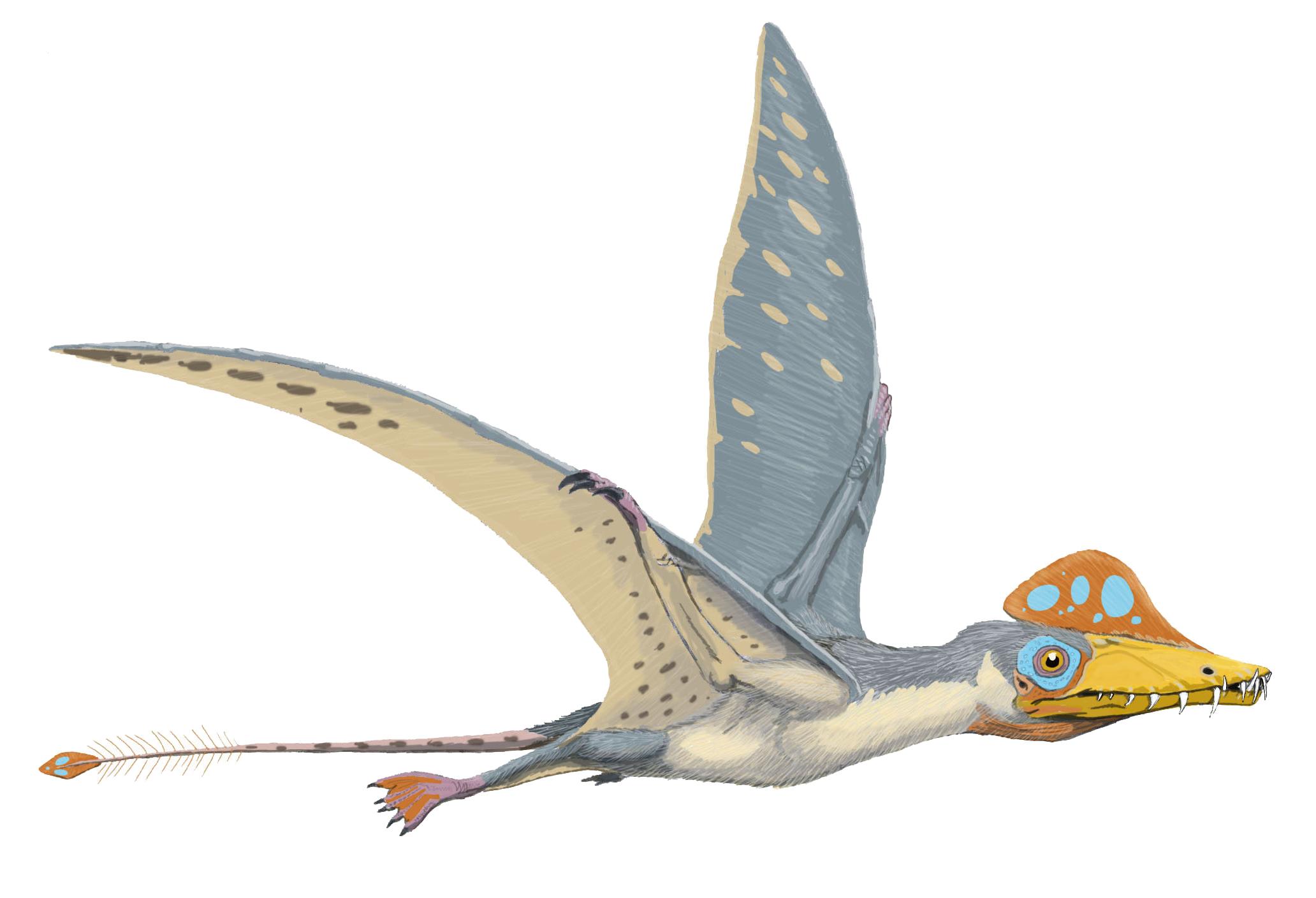
Scaphognathus
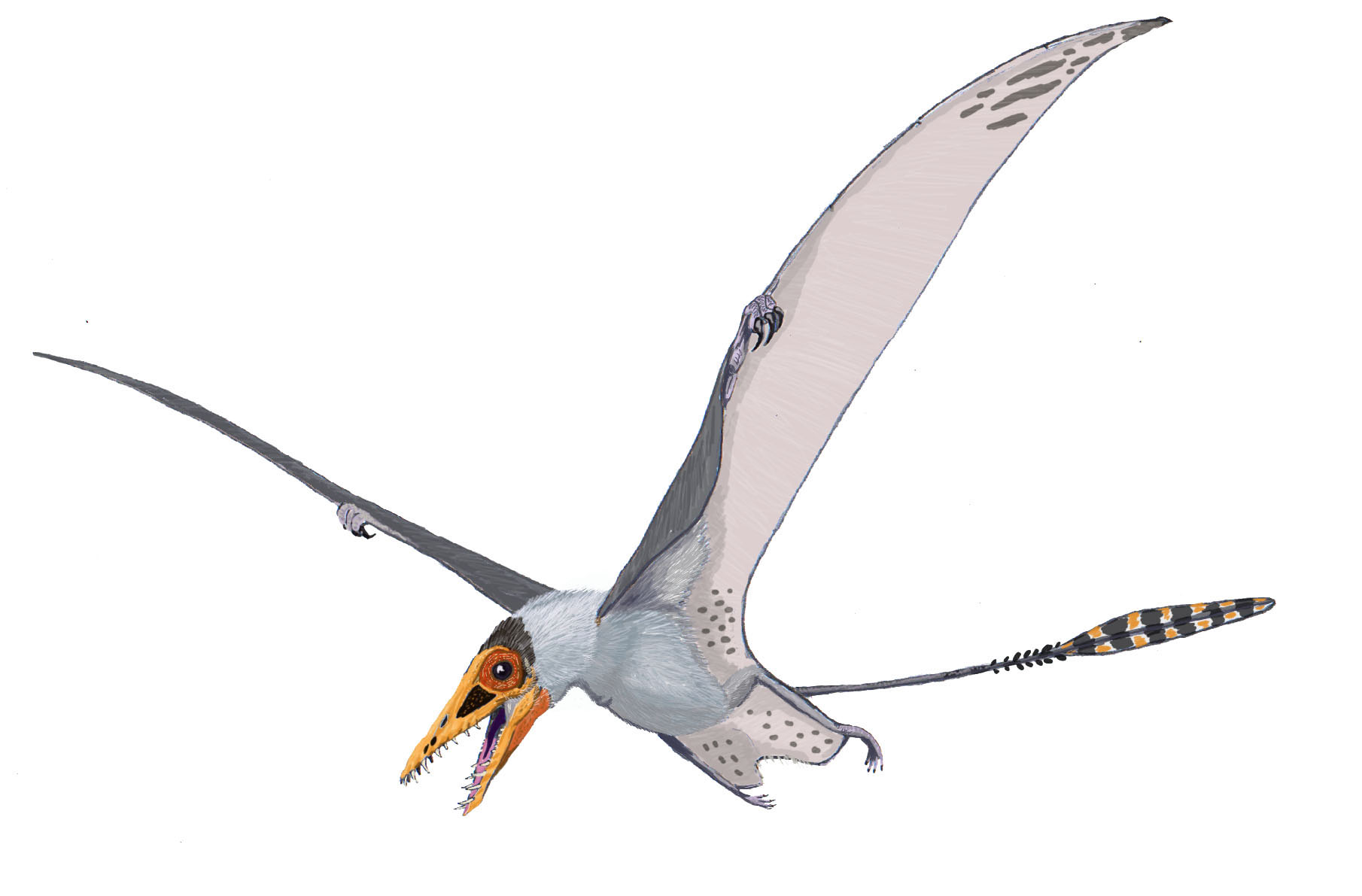
Sordes